# 9945 Karinaxavier
9945 Karinaxavier là một tiểu hành tinh vành đai chính. Nó bay quanh Mặt Trời theo chu kỳ 3.29 năm.
Được phát hiện ngày 19 tháng 5 năm 1990 bởi E. F. Helin working ở Đài thiên văn Palomar, Tên chỉ định của nó là "1990 KX".